# Теа Лафонд
Теа Ноеліва Лафонд (англ. Thea Noeliva LaFond, 5 квітня 1994, Розо) — домінікська легкоатлетка, яка спеціалізується у потрійному стрибку. На літніх Олімпійських іграх 2024 року в Парижі Лафонд стала олімпійською чемпіонкою в потрійному стрибку серед жінок, і ця медаль стала загалом першою олімпійською медаллю Домініки. У 2024 році спортсменка також виграла чемпіонат світу з легкої атлетики в приміщенні в потрійному стрибку серед жінок.

## Біографія
У дитинстві Теа Лафонд була танцівницею (балериною), де вона навчилася сприймати критику та зосереджуватися на технічних змінах форми та руху.
В Університеті Меріленду Лафонд брала участь у змаганнях із в семиборства та п'ятиборства в приміщенні, та стала кращою спортсменкою з цих видів спорту.
Лафонд брала участь у літніх Олімпійських іграх 2016 року в потрійному стрибку серед жінок; проте її результат 12,82 метра у кваліфікаційному раунді не дозволив їй вийти у фінал.

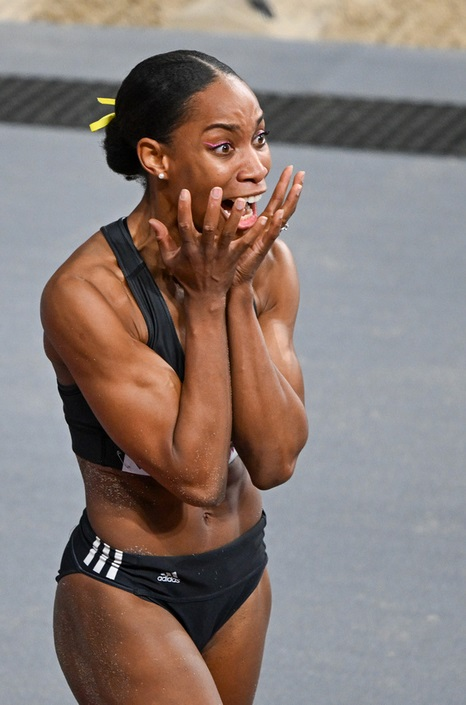
Лафонд після перемоги на чемпіонаті світу в приміщенні 2024 року

Виступивши на Іграх Співдружності 2018 року, вона увійшла в історію, ставши першою домінікською спортсменкою, яка виграла медаль на Іграх Співдружності після того, як завоювала бронзову медаль у потрійному стрибку серед жінок.
Теа Лафонд брала участь у літніх Олімпійських іграх 2020, де була прапороносцем Домініки разом із товаришем-легкоатлетом Денніком Люком.

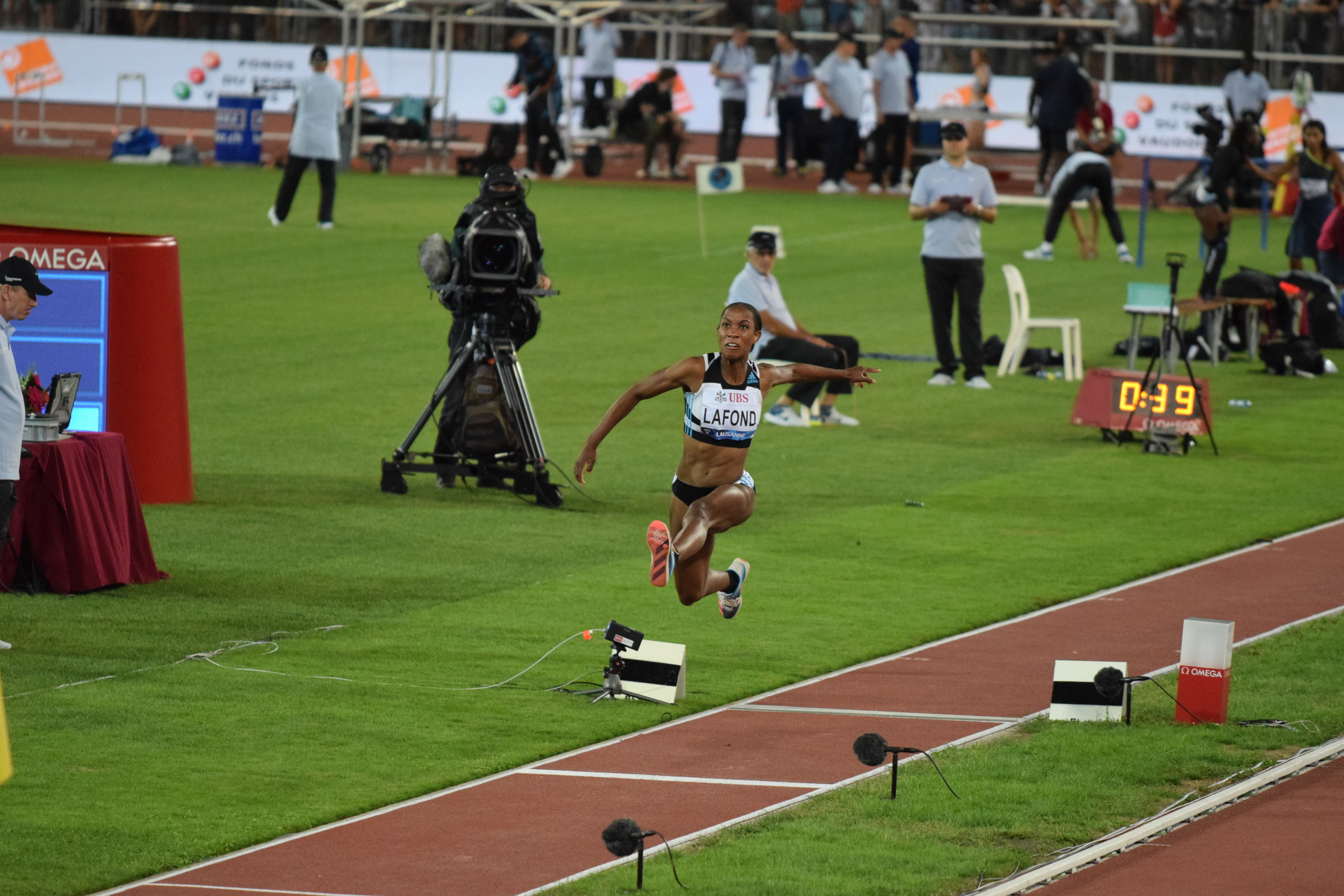
Лафонд на Атлетіссімі 2022

Під час Ігор Співдружності 2022 року спортсменка покращила свій результат, і виграла срібну медаль у змаганнях з потрійного стрибка серед жінок.
3 березня 2024 року Лафонд стала першою спортсменкою з Домініки, яка виграла золоту медаль чемпіонату світу, посівши перше місце в потрійному стрибку серед жінок на чемпіонаті світу з легкої атлетики у приміщенні 2024 року, встановивши національний рекорд 15,01 м.
Теа Лафонд виграла першу в історії олімпійську медаль для своєї країни, коли взяла «золото» на Олімпійських іграх у Парижі, встановивши при цьому новий національний рекорд — 15,02 метра.